# Internetkasino
Ett Internetkasino, även känt som onlinekasino, nätkasino eller virtuellt kasino, är en internetversion av traditionella kasinon. Internetkasinon gör det möjligt för spelare att satsa pengar på hasardspel genom internet. Nätkasinon har möjlighet att arbeta med högre återbetalningsprocent (RTP, Return to Player) och vinstchans än fysiska kasinon då kostnaderna för att driva ett nätbaserat kasino är lägre än för den fysiska motsvarigheten. Återbetalningsprocenten för enskilda spel kan dock skilja sig åt stort från nätkasino till nätkasino.
I de börsnoterade bolagens årsrapporter kan man hitta statistik på den genomsnittliga utbetalningsprocenten till spelarna.
Nätkasinon är både lättillgängliga och ofta med snabba spel vilket gör dem till en av de spelformer med högst risk att leda till utveckling av problemspelande och spelberoende.

## Tillförlitlighet och kontroll
Onlinekasinon använder sig av mjukvara från välkända företag som till exempel Netent och Playtech för att inte behöva utveckla mjukvaran själv och i någon utsträckning för att låna mjukvarutillverkarens anseende. Dessa företag använder, eller hävdar att de använder, sig av slumptalsgeneratorer för att försäkra att numren, spelkorten eller tärningarnas värden uppträder slumpvis. För att försäkra spelarna och tillsynsmyndigheterna om att spelen lever upp till kraven testas slumptalsgeneratorns tillförlitlighet och certifieras av testlaboratorier där eCOGRA är en av de kändare. Många onlinekasinon är också licensierade i vissa länder, exempelvis Malta, Gibraltar och Alderney, där tillsynsmyndigheterna i respektive land har regelverk som gäller för onlinekasinot och en tillståndsmyndighet som kontrollerar och inspekterar att spelen går rättvist till.
Många spel i ett vanligt landbaserat kasino använder samma teknik och kontrolleras av motsvarande tillsynsmyndigheter som onlinekasinon. De tillsynsmyndigheterna är i regel då placerade i samma land där kasinot ligger, medan det för ett onlinekasino som är baserat i Europa är relativt vanligt att tillsynsmyndigheten ligger i Malta, Gibraltar eller Alderney. En del svenska spelbolag, till exempel Mr Green och Vera&John, har på detta sätt sitt säte utanför Sverige men vänder sig till den svenska spelmarknaden.[källa behövs]

## Svensk spellag
Den 1 januari 2019 trädde den svenska spellagen i kraft av regeringen med stöd av Spelinspektionen. Spelinspektionens uppgift är att underrätta regeringen om utvecklingen på spel- och lotterimarknaden samt bistå regeringen med det underlag som behövs inom spelområdet.
Till följd av spridningen och med anledning av coronaviruset har Spelinspektionen fått utökade uppdrag. I regeringsbeslut den 23 april (Fi2020/01922/OU) fick Spelinspektionen med anledning av utbrottet av den nya coronaviruset i uppdrag att rapportera månadsvis till regeringen. Förutom att rapportera om utvecklingen och påverkan av pandemin ska Spelinspektionen vidta åtgärder för att väsentligt öka kunskapen hos allmänheten om möjligheten att stänga av sig från spel genom Spelpaus.se.

Spelinspektionens logo som tydligt ska visas på sidor som drivs av svenska licensinnehavare.

Dessutom har flera tillfälliga restriktioner vunnit laga kraft som berör licensinnehavare, som bland annat:
- Insättningsgränsen till ett spelkonto vid spel på onlinekasino får uppgå till högst 5 000 kronor per vecka. Motsvarande förlustgräns ska gälla vid spel på värdeautomater.
- Det ska även vara obligatoriskt för spelarna att ange gränser för speltiden vid spel på onlinekasino och värdeautomater.
- Bonusar som erbjuds av licensinnehavare som tillhandahåller onlinekasino och värdeautomater får uppgå till högst 100 kronor.

Den tillfälliga förordningen trädde i kraft den 2 juli 2020 och den upphörde att gälla den 14 november år 2021.
En av Spelinspektionens utmaningar har visat sig vara att kanalisera den svenska spelmarknaden så att spel på nätet endast sker via svenska licensinnehavare. Ökningen av kasinon utan svensk licens som riktar sig mot den svenska marknaden har ökat markant. Ofta handlar det om spelbolag med europeiska eller utomeuropeiska spellicenser som tillhandahållits av andra tillsynsmyndigheter. I dagsläget är Spelinspektionen begränsade när det kommer till att dela ut vite till spelbolag och företag utanför Sverige, vilket leder till att spelbolag som är verksamma utan svensk spellicens i Sverige inte riskerar böter.[källa behövs]

## Omsättning och användning
Hela internetmarknaden beräknades i Sverige omsätta 3 miljarder kronor redan 2003 och globalt sett uppskattades motsvarade omsättning då till drygt 35 miljarder US-dollar. Tillväxten har varit fortsatt kraftig, inte minst därför att spelbranschen konvergerat med andra branscher. Spelbolag med svensk licens omsatte under år 2020 hela 24,7 miljarder kronor.
En undersökning från 2021 visade att 13 procent av de svenska internetanvändarna över 18 år hade ägnat sig åt spel om pengar online (online gambling) under det senaste året. Det var betydligt fler män än kvinnor som spelat om pengar; var femte man (21 %) och endast 5 procent av kvinnorna hade spelat under det senaste året. 
Populärast var online gamling bland de födda på 1980-talet, där 19 procent ägnat sig åt det under det senaste året. Av åttiotalisterna spelade 29 procent av männen och 7 procent av kvinnorna.

## Marknadsföring
Hur nätkasinon får marknadsföra sig regleras till stor del av Spelinspektionen, men industrin har även till viss del reglerat sig själva i syfte att undvika ytterligare regleringar. De allt hårdare regleringarna avseende spelreklam på radio och tv har lett till att spelutvecklare och nätkasinon i större utsträckning börjat använda sig av andra marknadsföringskanaler så som streamare på Twitch och Youtube.

## Spel
Bland typiska spel som erbjuds på internetkasinon finns:
- Baccarat
- Blackjack
- Craps
- Enarmade banditer
- Internetpoker
- Roulette
- Slots
- Videopoker

## Startbonus
Många internetkasinon erbjuder en startbonus till nya spelare som gjort sin första insats. Dessa bonusar brukar vara en viss procent av spelarens insats, upp till en viss maximumgräns. Nästan alla internetkasinon har som krav en minsta mängd vadslagning innan pengar kan hämtas ut, vilket kallas omsättningskrav. Sedan den svenska spellagen trädde i kraft den 1 januari 2019 får svenska spelbolag endast erbjuda en välkomstbonus per spelare.

## Cashback
Cashback är en term som används av flertalet kasinon och syftar på att en viss procentsats av en specifik spelares förluster, krediteras tillbaka till spelarens konto i form av ren återbäring i pengar alternativt bonus.
Sedan Svenska spellagen trädde i kraft 2019 har även denna typ av återbäring förbjudits.

## Betalningsmetoder
Internetkasinon erbjuder vanligtvis olika betalningsmetoder för insättning av pengar till sitt spelkonto. Den vanligaste betalningsmetoden för nya spelare är betal- eller kreditkort. I takt med att digitala identifikationsmetoder blev mer utbredda, började också användningen av BankID som identifikationsmetod att öka i popularitet. Från 2019 blev BankID ett krav för online spel i många jurisdiktioner, vilket ledde till uppkomsten av termen "snabba casinon". 
Denna term hänvisar till kasinon som erbjuder snabba och smidiga insättningar och uttag genom direkt verifiering via BankID, utan behov av traditionell registrering. Detta har blivit ett utbrett uttryck i branschen och har revolutionerat spelares upplevelse genom att minska väntetider och öka säkerheten.